# 12257 Lassine
A 12257 Lassine (ideiglenes jelöléssel 1989 GL4) a Naprendszer kisbolygóövében található aszteroida. Eric Walter Elst fedezte fel 1989. április 3-án.